# Čelist

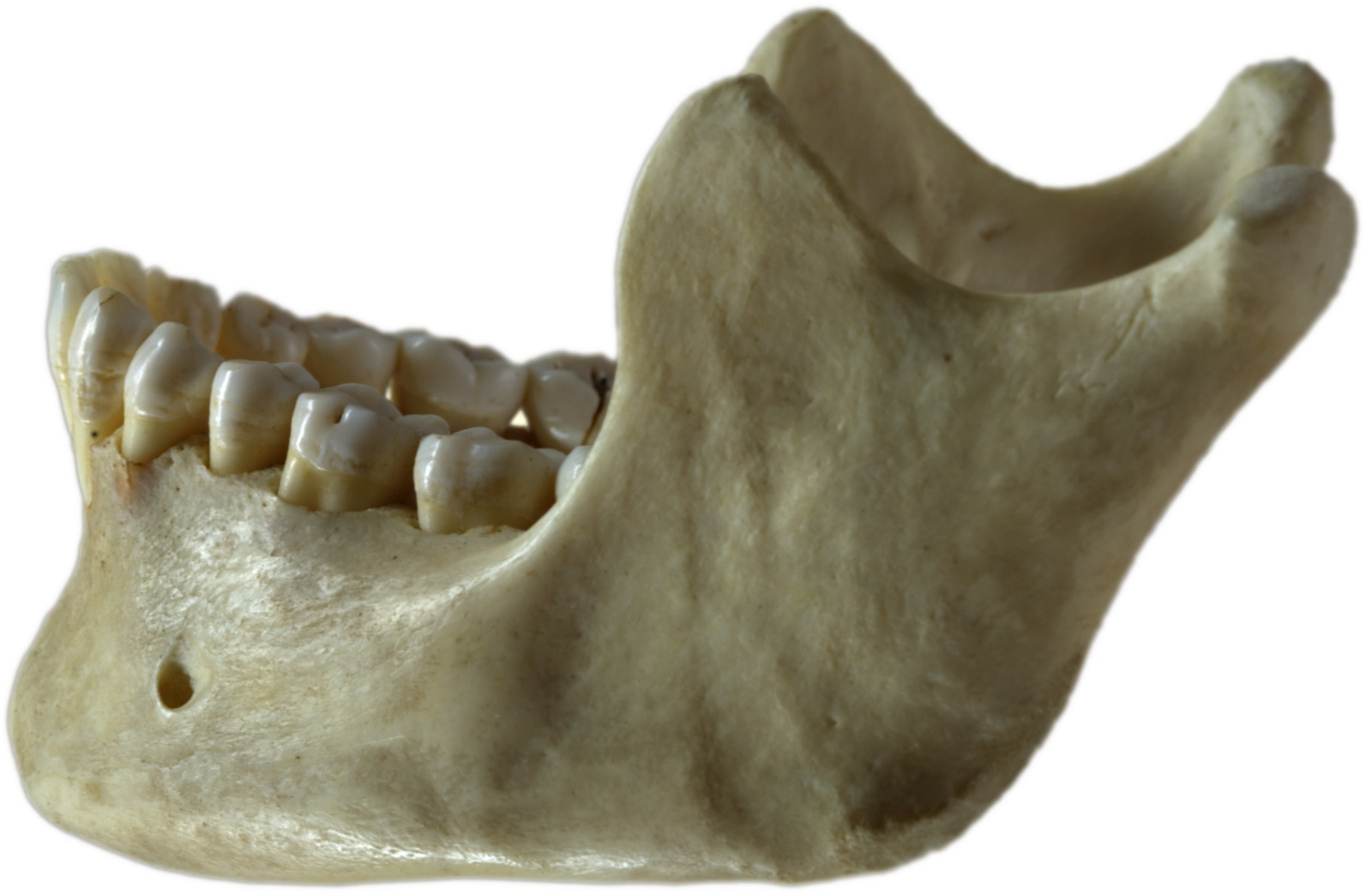
Lidská spodní čelist

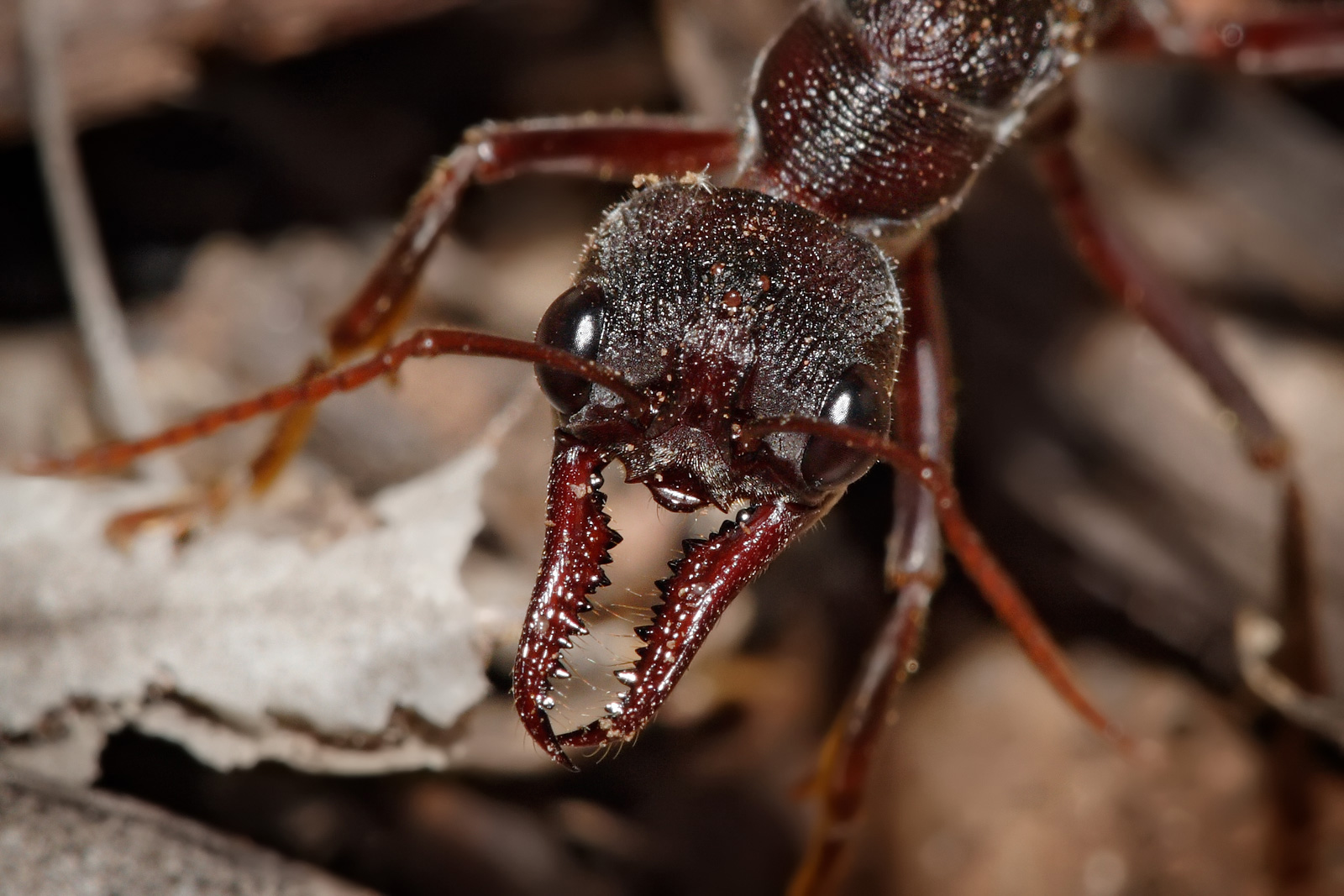
Čelisti mravence

Čelist (plurál čelisti) je jedna ze dvou protistojných struktur, které jsou součástí úst nebo se blízko nich nachází. Slouží zejména k získávání a drcení (kousání, žvýkání) potravy.

## Živočichové s čelistmi
Čelist se vyvinula jednak u některých obratlovců (ze skupiny čelistnatí, Gnathostomata), jednak nezávisle u členovců.
Čelistnatci je velká skupina obratlovců, kteří mají čelisti. První obratlovci s čelistmi vznikli zřejmě na počátku siluru. K čelistnatým obratlovcům patří paryby, ryby (kostnatí), všichni čtyřnožci (plazi, obojživelníci, ptáci a savci včetně člověka) a některé skupiny vyhynulých rybovitých obratlovců. Čelistnatci mají první žaberní oblouk přeměněný v čelisti. Vždy jsou u nich vyvinuty dva páry končetin, které však mohou být pozdějším vývojem redukované. Mají dokonale vyvinutou nervovou soustavu a zejména mozek. Sesterskou skupinou čelistnatců jsou bezčelistnatci, tedy kruhoústí, sliznatky a mihule.
Nezávisle na čelistnatcích došlo k vývoji čelisti u členovců, a to přeměnou končetin.

## Anatomie

### Čelisti obratlovců
Čelisti obratlovců se skládají z horní (maxila) a dolní (mandibula) čelisti. Spodní čelist je obecně pohyblivá, horní fixovaná v lebce. Obě většinou obsahují zuby, které tvoří chrup.
Čelisti se vyvinuly ze žaberních oblouků; dokazuje to studium kostí horní čelisti (tzv. palatoquadratum) a dolní čelisti (mandibulare či Meckelův element). Největší měrou se na jejich stavbě podílí třetí žaberní oblouk. Současně s čelistmi vznikly i zuby, které jsou uloženy buď v dermálních kostech (na maxile, premaxile, dentale a coronoidu), případně u ryb přímo na palatoquadratu a mandibulare (dermální kosti nemají).

### Lidská čelist
Žaberní oblouky – arci branchiales jsou podkladem pro stavbu lidského splanchnokrania – obličejové části lebky. 1. žaberní oblouk se nazývá čelistním, jeho přední část tvoří lidskou praemaxillu (přední část horního alveolárního (čelistního) výběžku, od špičáku po špičák), maxillu (zadní část alveolárního výběžku), os zygomaticum (lícní kost), os pallatum (patrovou kost) a incus (kovadlinku – ušní kůstka), zadní část 1. žaberního oblouku tvoří mandibulu (dolní čelist) a malleus (kladívko). 2. žaberní oblouk se nazývá hyoidní – jazylkový, tvoří stapes (třmínek), processus styloideus ossis temporalis (bodcovitý výběžek kosti spánkové), liggamentum stylohyoideum (vaz mezi bodcovitým výběžkem a jazylkou), cornu minus (malý roh jazylky) a částečně corpis ossis hyoidei (tělo jazylky). 3. žaberní oblouk, nenese zvláštní název, tvoří cornu majus (velký roh jazylky) a zbývající část těla jazylky corpus ossis hyoidei. 4. a 5. žaberní oblouk se oba podílejí na stavbě chrupavek hrtanu – štítné – cartilago thyroidea a prstenčité – cartilago cricoidea.

### Temporomandibulární kloub
Temporomandibulární neboli čelistní kloub (articulatio temporomandibularis) je jedním z nejvytíženějších kloubů těla. Jeho hlavice (caput mandibulae) zapadají do jamek kostí spánkových pod jařmovým obloukem. Základními pohyby kloubu jsou otevírání úst (deprese mandibuly) a uzavírání úst (elevace mandibuly). Pro potřebu rozmělňování stravy je v kloubu možný i kluz mandibuly do stran, dopředu a dozadu. Kloub je párový, obě strany jsou tedy citlivé na symetrii skusu. 
Pokud vlivem jednostranného žvýkání, poškození chrupu či jiných (i psychogenních) vlivů dochází k přetěžování svalů jedné strany, rozdílné napětí žvýkacího svalstva (m. masseter, m. buccinator, mm. pterygoidei) může vést až k projevům cervikokraniálního syndromu, tj. k pseudoneuralgickým bolestem hlavy, závratím aj. Charakteristická bývají tuhá místa ve svalech „trigger-pointy“ a palpační bolest kloubní hlavičky před ušním boltcem. Docházet může ke stranovým deviacím čelisti při otevírání úst a ústa se neotevírají dostatečně (na tři pokrčené prsty). 
Jinou poruchou čelistního kloubu může být změna polohy kloubní destičky, která je fixována vazy uvnitř kloubu. Za normálního stavu destička klouže mezi kloubní hlavicí a jamkou, při dislokaci je však vychýlena dopředu a při otevírání úst “lupe”. U neléčeného kloubu se pak destička přestane vracet a stává se překážkou při otevírání úst. Dislokace disku zhoršuje stav chrupavky kostí a může docházet k artróze kloubu.
Terapii temporomandibulárního kloubu řeší manuální fyzioterapie.

## Síla čelistního stisku
U různých živočichů s čelistmi lze naměřit různě velkou sílu čelistního stisku, což je kvalita, mající vliv na lovecké schopnosti, schopnosti mechanicky zpracovávat potravu apod. Člověk má na svoji velikost poměrně silný čelistní stisk, ještě podstatně větší však mají například hyeny a krokodýli. Mezi tvory s nejsilnějším čelistním stiskem patřil zřejmě obří pravěký žralok Carcharocles megalodon nebo dravý dinosaurus Tyrannosaurus rex.